# Nataly Michel Silva
Nataly da Luz Michel Silva (Ciudad Guzmán, Jalisco, México, 9 de julho de 1990) é uma atleta mexicana, especializada em esgrima, dominando o florete. Faz parte de a delegação mexicana em os Jogos Olímpicos de Verão de 2016.
Iniciou a prática de esgrima-a aos 10 anos de idade. Seu treinador é Juan Manuel Rascón. É licenciada em comércio internacional.

## Carreira desportiva
No 2000 ingressou ao Conselho Estatal para a Alavancagem Desportiva do estado de Jalisco, Mexico. Em 2005 competiu como a esgrimista mais jovem na Copa do Mundo Villa Havana de 2005, contando quinze anos de idade. Competiu no ciclo preolímpico prévio aos Jogos Olímpicos de Pequim 2008. Nos XXI Jogos Centroamericanos e do Caraíbas conseguiu duas medalhas de ouro, nos Jogos Panamericanos de Guadalajara 2011 obteve terceiro lugar em prova individual. Em 2012 não conseguiu qualificar aos Jogos Olímpicos de Londres 2012. Nos XXII Jogos Centroamericanos e do Caraíbas ganhou medalha de ouro em florete em equipa, em tanto nos Jogos Panamericanos de 2015 adjudicou-se medalha de bronze. Obteve sua classificação olímpica aos Jogos Olímpicos de Rio de Janeiro 2016 num selectivo continental celebrado em Costa Rica. Para esta justa desportiva Silva integrará uma delegação mexicana de esgrima que não foi tão grande desde México 1968.